# Карахарман
Карахарман (на румънски: Vadu) е село в окръг Кюстенджа (Констанца), Северна Добруджа, Румъния.

## История
До 1940 година в Карахарман има българско население, което се изселва, което се изселва в България по силата на подписаната през септември същата година Крайовската спогодба.